# Novellen für ein Jahr

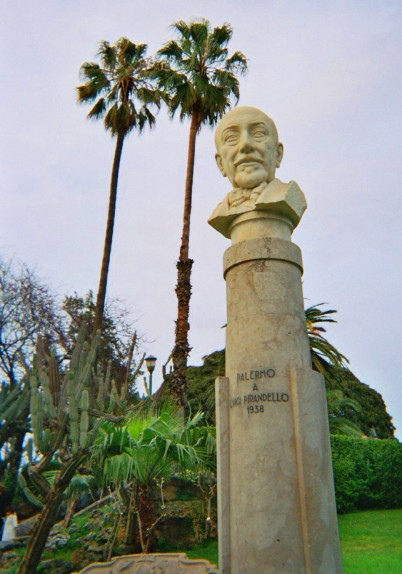
Büste von Luigi Pirandello

Novellen für ein Jahr (Originaltitel: Novelle per un anno) nennt sich eine Novellensammlung des italienischen Schriftstellers und Nobelpreisträgers Luigi Pirandello. 
Die auf 365 konzipierte Novellensammlung umfasst 246 Erzählungen, die in sich abgeschlossen sind. Sie schildern vorwiegend Alltagssituationen auf Sizilien, aus denen Menschen ausbrechen wollen. 
Pirandello arbeitete von 1922 bis zu seinem Tod 1936 an dem Werk, das fünfzehn Bände umfasst und auch Novellen enthält, die – wie zum Beispiel La mano del malato povero (1915) – vor 1922 geschrieben wurden. Fünf der Novellen, darunter die bekannteste mit dem Titel La Giara (Der Krug), wurden 1984 von den Brüdern Paolo und Vittorio Taviani unter dem Titel Kaos verfilmt. 